# Ludwig Sieger

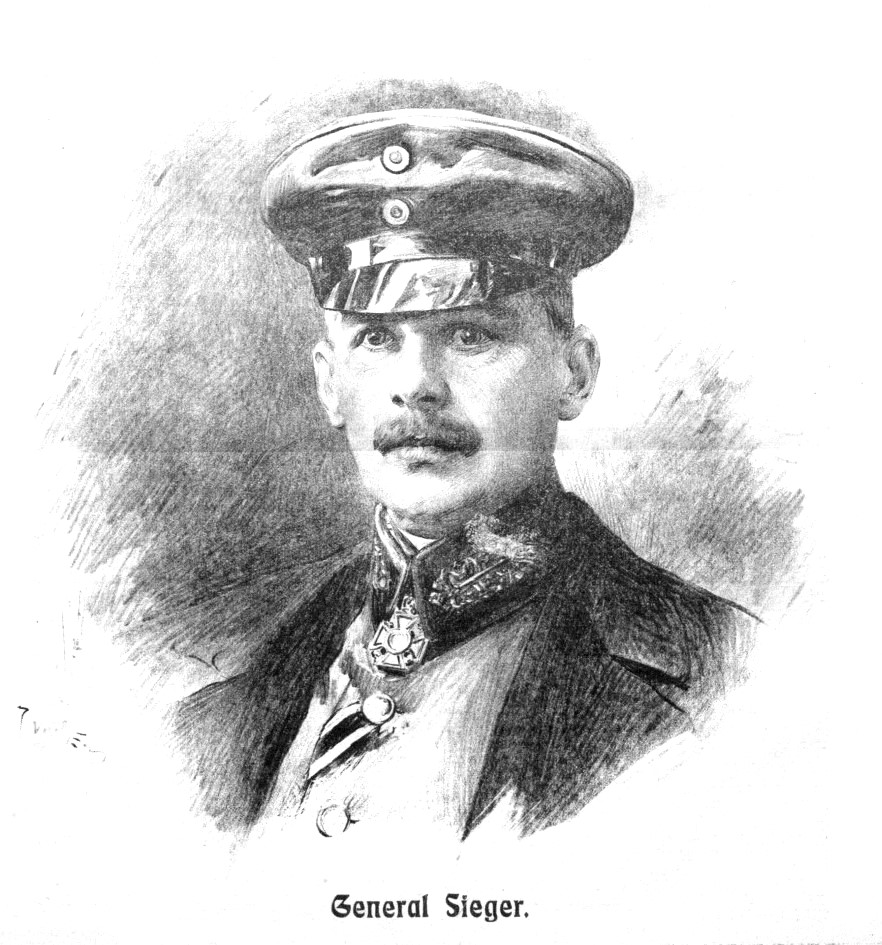
Jan Vilímek: Ludwig Sieger (1918)

Ludwig Sieger (* 27. September 1857 in Zülpich; † 15. November 1952 auf Burg Gladbach) war ein preußischer General der Artillerie.

## Leben
Sieger wurde als achtes von neun Kindern des Fabrikanten Heinrich Xaver Sieger geboren. Er überlebte alle Geschwister. Am 23. Juni 1884 heiratete er in Bonn Anna Wachendorff und bekam mit ihr von 1885 bis 1892 drei Kinder. Elfriede, das zweite Kind, heiratete am 7. Mai 1912 den Offizier Rudolf Schniewindt.
Nach dem Abitur und zwei Semestern an der Technischen Hochschule (Berlin-)Charlottenburg trat Sieger am 1. August 1878 als Fahnenjunker in das Westfälische Fußartillerie-Regiment Nr. 7 ein und wurde hier am 14. Februar 1880 zum Sekondeleutnant befördert. Vom 1. Oktober 1880 bis 30. September 1882 absolvierte er die Vereinigte Artillerie- und Ingenieurschule und fungierte ein Jahr später bis zum 30. September 1886 als Adjutant des II. Bataillons seines Stammregiments. Später wurde er Adjutant der Artillerie-Schießschule in Hannover, dann der 2. Fußartillerie-Inspektion, bevor er zum Kompaniechef im Schleswigischen Feldartillerie-Regiment „Generalfeldmarschall Graf Waldersee“ Nr. 9 ernannt wurde. 1894 wurde er Adjutant der Generalinspektion der Fußartillerie. 1896 wurde er ins Kriegsministerium versetzt. Er wurde zum Artillerieoffizier vom Platz in Koblenz ernannt, danach zum Abteilungskommandeur in seinem alten Regiment, dem Schleswigischen Feldartillerie-Regiment „Generalfeldmarschall Graf Waldersee“ Nr. 9. Daraufhin wurde er 1. Artillerieoffizier vom Platz in Metz. 1905 wurde er zum Oberstleutnant befördert und zum Kommandeur des 1. Rheinischen Feldartillerie-Regiments „von Holtzendorff“ Nr. 8 ernannt.

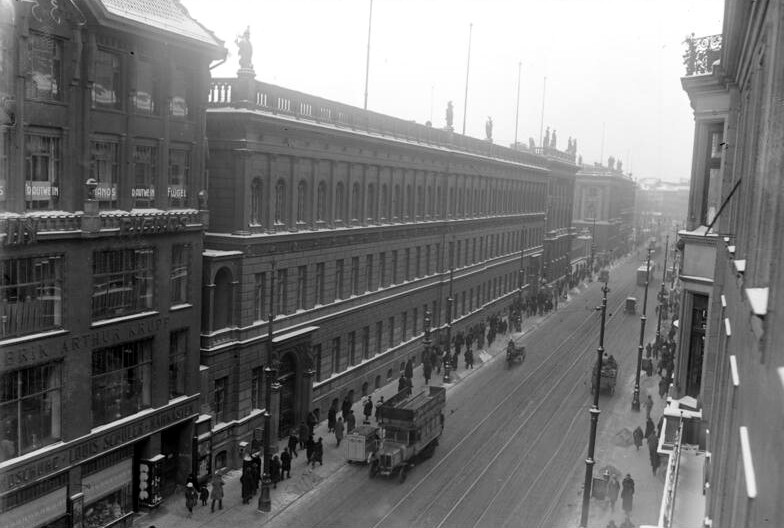
Preußisches Kriegsministerium

Als Abteilungschef kehrte er 1906 ins Kriegsministerium zurück. Im Jahr 1907 wurde er zum Oberst befördert. 1910 wurde er mit der Wahrnehmung der Geschäfte des Präses der Artillerie-Prüfungskommission beauftragt. Nachdem er zum Generalmajor befördert worden war, wurde er endgültig in diese Stellung berufen. Im Februar 1914 wurde er zum Generalleutnant befördert.
Als Präses der Artillerie-Prüfungs-Kommission zeichnete er sich in Entwicklung und Ausbau der schweren Artillerie aus. So beispielsweise an der Einführung des 42cm-Mörsers, Krupps Dicker Berta.

### Erster Weltkrieg

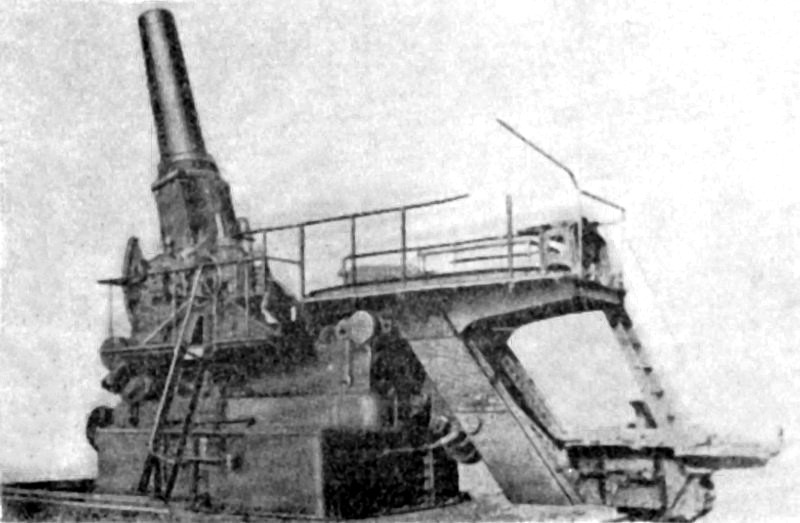
Dicke Bertha

Bei der Mobilmachung trat er als Chef des Feldmunitionswesens zum Chef des Generalstabs des Feldheeres über. Als solcher war er verantwortlich für die Verteilung der durch das Ministerium hergestellten oder beschafften Munition auf die Frontabschnitte. Er genoss hierbei das besondere Vertrauen Falkenhayns.
Am 14. Juni 1916 wurde er zum Kommandeur der 16. Reserve-Division ernannt, die er im November in der Schlacht an der Somme führte. Nachdem sie abgelöst wurde, kam sie zur 7. Armee an der Aisne. Dort lag sie am 21. April 1917 bei Mercy-le-Haut dem französischen Oberbefehlshaber Nivelle gegenüber. Nach ihrer Ablösung kämpfte die Division ab Anfang Juli an der Ostfront in der Bukowina und erstürmte am 27. August zusammen mit der 8. bayrischen Reserve-Division den Höhenzug Dolzok bei Czernowitz.
Kaiser Wilhelm II. ernannte ihn am 11. September 1917 zum Kommandeur des in Bessarabien kämpfenden XVIII. Reserve-Korps. Im Dezember wurde das Korps nach Flandern zur 4. Armee verlegt. Hier kämpfte es im April in der Schlacht um den Kemmel. Für diese Schlacht zeichnete ihn Wilhelm II. persönlich mit dem Orden Pour le Mérite aus.
Anfang Juli verließ er Flandern und wurde mit seinem Korps der 18. Armee unterstellt. Mit dieser wurde er Anfang September auf die Siegfriedstellung zurückgedrängt. Seine Leistungen veranlassten das Armeeoberkommando (AOK) 18, den General unter der Befürwortung des Kronprinzen Rupprecht von Bayern zur Verleihung des Eichenlaubs zum Pour le Mérite vorzuschlagen, den er durch A.K.O. vom 3. November 1918 erhielt.

### Weimarer Republik
Nach der Demobilisierung des XVIII. Reserve-Korps kehrte Sieger am 3. Januar 1919 in seine Friedensstellung als Präses der Artillerie-Prüfungs-Kommission zurück. Am 30. Januar wurde er in Genehmigung seines Abschiedsgesuches zur Disposition gestellt. Mit Dienstalter von diesem Tage erhielt er am 16. September 1919 den Charakter als General der Artillerie. Als Präses  der Artillerie-Prüfungskommission Berlin unterstand ihm u. a. der Schießplatz Kummersdorf.

## Weitere Tätigkeiten
Ludwig Sieger war außerdem als Aufsichtsratsmitglied der Rudolph Koepp & Co., Chemische Fabrik A.G. in Oestrich tätig. Dieses Unternehmen war im Besitz von Verwandten.

## Auszeichnungen
- Roter Adlerorden II. Klasse mit Eichenlaub[2]
- Kronenorden II. Klasse mit Stern[2]
- Preußisches Dienstauszeichnungskreuz[2]
- Bayerischer Militärverdienstorden II. Klasse mit Stern[2]
- Komtur I. Klasse des Albrechts-Ordens[2]
- Eisernes Kreuz (1914) II. und I. Klasse